# Planeta Kepler
Planeta Kepler es una serie de ciencia ficción y galáctica combinada con elementos de comedia, drama y misterio. El 27 de julio de 2012, se anunciaba un nuevo proyecto donde participaría Fran Perea y Neus Sanz. 80 días después, el 15 de octubre de 2012, la serie vio la luz completando su casting y anunciando su estreno oficial, que se produciría 5 días después, el 20 de octubre de 2012. También se anunció que la primera temporada constaría de 6 capítulos.

## Argumento
Año 2035. Los polos llevan ya dos años derretidos, y esto traerá graves consecuencias para nuestro planeta. Parece el fin de la humanidad, pero hay una remota posibilidad de hacer sobrevivir a la especie humana. Una nave poblada por una serie de tripulantes elegidos es enviada al espacio exterior con el objetivo de llegar a un nuevo planeta al que llaman Kepler.
Tiempo después, no sabemos cuánto con exactitud, nuestros protagonistas llegan a esa tierra hostil. Pero lo que no saben es que no están solos allí, y que serán innumerables los peligros que los acechen.
Unos extraños seres a los que no pueden ver intentan acabar con ellos y echarlos del planeta. Por si fuera poco, algo hará que se separen y que su viaje se haga mucho más largo de lo que creen.
Un nuevo mundo por descubrir, unos nuevos inquilinos a los que atacar, misterio, pesadillas, pequeños toques de comedia, pasados tormentosos… Serán solo algunos de los ingredientes que compondrán a la nueva ficción de Parcameca, que llegará muy pronto a los territorios de Pangea dispuesta a revolucionarlo todo.

## Reparto
- César Goldi es Víctor
- Fran Perea es Paco
- Javier Gutiérrez es Álvaro
- María Cantuel es Carmen
- Neus Sanz es Sara
- Rosario Pardo es Eva
- Javier Cidoncha es Jorge
- Patricia Arbués es Priscila
- Guillermo Campra es Damián

### Temporada 1 (2012)
| N.º (serie) | N.º (temp.) | Título                           | Fecha de emisión        | Audiencia         |
| ----------- | ----------- | -------------------------------- | ----------------------- | ----------------- |
| 1           | 1           | «A la velocidad de la luz»       | 20 de octubre de 2012   | 4 299 000 (21,9%) |
| 2           | 2           | «En las profundidades de Kepler» | 27 de octubre de 2012   | 4 178 000 (21,9%) |
| 3           | 3           | «Hacia el abismo»                | 3 de noviembre de 2012  | 4 589 000 (22,7%) |
| 4           | 4           | «Jaulas»                         | 15 de diciembre de 2012 | 5 129 000 (25,6%) |
| 5           | 5           | «El regreso de Kosmos»           | 22 de diciembre de 2012 | 4 893 000 (24,7%) |
| 6           | 6           | «Huir o morir»                   | 29 de diciembre de 2012 | 6 108 000 (30,9%) |

- Datos: Q17333595